# Das letzte Testament
Das letzte Testament (Originaltitel: Testament) ist ein US-amerikanisches Filmdrama aus dem Jahr 1983, das sich mit den Folgen eines Atomkrieges beschäftigt. Regie führte Lynne Littman. Das Drehbuch schrieb John Sacret Young anhand der Erzählung The Last Testament von Carol Amen. Die Hauptrolle übernahm Jane Alexander, die dafür eine Oscar- und eine Golden-Globe-Nominierung erhielt.
Der weitgehend abwesende Atomkrieg wird in der Kleinstadt zu einer Geschichte des allmählichen Verschwindens, und die Folgen spiegeln sich in Kinderaugen wider.

## Handlung
Die Handlung spielt in der fiktiven Kleinstadt Hamlin in der Nähe von San Francisco. Der Film lässt sich in zwei Abschnitte unterteilen. Im ersten Teil begibt sich Tom Wetherly, der seinen Sohn Brad gern auf dem Rennrad zu Höchstleistungen antreibt, auf eine Geschäftsreise, während seine Frau Carol zuhause bleibt. Grundschulkinder der Ortschaft führen den Rattenfänger von Hameln auf. Tom ruft Carol vom Flughafen an, aber sie hebt nicht ab. Währenddessen wird im Fernsehen – völlig unerwartet – ein großflächiger Nuklearangriff gegen die Vereinigten Staaten bekannt gegeben. Kurz darauf erscheint auch im Hause Wetherly ein Lichtblitz.
Im zweiten Teil zeigt der Film den Überlebenskampf von Carol Wetherly, die für die übrig gebliebene Familie sorgt. Zunächst scheint alles noch in Ordnung zu sein. Brad schaut mit dem Fahrrad überall im Ort nach dem Rechten und macht sich nützlich. Jedoch wird die Stadt der unsichtbaren radioaktiven Strahlung ausgesetzt, weshalb immer mehr Ortsbewohner sterben. Cathy und Phil, ein junges Ehepaar aus der Nachbarschaft, verlieren als eine der ersten Familien ihr Neugeborenes. In der kleinen Gemeinde bricht dennoch weder Anarchie noch Panik aus. Auch Carols Letztgeborener, Scottie, stirbt und seine Leiche wird bestattet. Carol liest immer wieder aus ihrem Tagebuch und denkt oft an ihren geliebten, vermutlich beim Bombenangriff umgekommenen Mann. Der Himmel über der Ortschaft scheint allmählich dunkler zu werden. Informationen über die allgemeine Lage sind keine zu beschaffen. Es ist unklar, wer die Bomben warf, oder ob Krieg herrscht. Auch Carols Tochter Mary Liz stirbt, wird jedoch nicht mehr bestattet, sondern verbrannt.
Durch Zufall findet Carol auf ihrem Anrufbeantworter den letzten Anruf ihres Mannes. Sie, ihr Sohn und ein geistig behinderter Freund wollen letztlich Selbstmord begehen, indem sie in einer Garage in einem Auto mit angelaufenem Motor sitzen. Carol bricht den Versuch aber ab.
Am Ende des Films feiert Carol gemeinsam mit den beiden im Kerzenlicht Geburtstag. Sie erinnert sich an flackernde Super-8-Filme eines Kindergeburtstages und ihres Mannes. Auf die Frage, was sie sich noch wünscht, sagt Carol:

Dass wir uns an alles erinnern, das Gute und das Furchtbare. Die Weise, wie wir dann gelebt haben. Dass wir nie aufgegeben haben. Dass wir leben werden, hier sein werden, um uns die Kinder zu verdienen.

## Kritiken
Roger Ebert schrieb in der Chicago Sun-Times vom 4. November 1983, der Film sei der erste Film seit längerer Zeit gewesen, der ihn zum Weinen gebracht habe. Jane Alexander gebe eine großartige Darstellung. Die letzte Szene gehöre zu den kraftvollsten Szenen, die Ebert jemals gesehen habe.
Peter Gaschler schrieb im Heyne Science Fiction Magazin 12, 1985, der Film sei „ein radikal persönlicher Film (…), seltsam statisch und von überaus konventioneller, um nicht zu sagen amateurhafter Machart.“ Außerdem gleite er „zu häufig ins Sentimentale oder schlichtweg Langweilige ab.“
Film-Dienst schrieb, der Film sei „eindringlich“ und „überzeugend gespielt“. Seine Musik bringe die Gefahr des Abgleitens ins Melodramatische in manchen Szenen, was jedoch die ihn durchdringende „stille Trauer und Anteilnahme“ abmildere. Er sei ein „interessanter und diskussionswürdiger Film, der sein Thema nicht ausbeutet“.
Stefan Höltgen 2008: „Zur Entstehungszeit des Films war der atomare Holocaust oft so spürbar nah, dass ich fast täglich damit gerechnet habe, dass die Welt untergeht. […] Wenn ich mir aber heute ‚Das letzte Testament‘ ansehe, dann wird diese Angst wieder spürbar, als wäre sie immer noch real.“
Das TV Spielfilm fand, „Am Beispiel des Alltags einer Familie zeichnet Regisseurin Lynne Littmann ein weitaus eindringlicheres Atomkriegs-Szenario als Nicholas Meyer im selben Jahr mit dem bekannteren ‚The Day After‘.“
DVD Verdict sprach von einer feinfühligen Regie („sensitive direction“).
Michael Koresky in Reverse Shot Online 2003 verglich mit Imamura, Kurosawa und Geh und sieh (UdSSR 1985, R: Elem Klimow) und hielt fest: „Weitgehend vergessen, weil […] die Leute, die ihn gesehen haben, versuchen, ihn zu vergessen. […] Der singuläre amerikanische Film“.
DVD Talk 2004: „Hoffentlich wird dieser Film nicht unser Testament.“

## Auszeichnungen
Jane Alexander wurde im Jahr 1984 als Beste Hauptdarstellerin für den Oscar und als Beste Hauptdarstellerin – Drama für den Golden Globe Award nominiert. Rossie Harris und Roxana Zal wurden 1985 für den Young Artist Award nominiert. Der Film gewann 1983 den Christopher Award. Lynne Littman wurde 1984 für den Großen Preis des Avoriaz Fantastic Film Festivals nominiert.

## Hintergründe
Der Film wurde in Sierra Madre (Kalifornien) gedreht. Er spielte in den Kinos der USA ca. 1,5 Millionen US-Dollar ein.
Regisseurin Lynne Littman widmete den Film ihrer Familie.
Der Film startete am 9. März 1984 in den deutschen Kinos.